# Ануш
«Ануш» — радянський фільм-опера 1983 року, знятий режисером Маратом Варжапетяном на кіностудії «Вірменфільм».

## Сюжет
Екранізація опери А. Тиграняна, за мотивами поеми Ов. Туманяна. Історія трагічного кохання дівчини Ануш і пастуха Саро.

## У ролях
- Саті Співакова — Ануш (співає Гоар Гаспарян)
- Арцруні Манукян — Саро (співає Т. Левонян)
- Віген Чалдранян — Мосі (співає Арш. Карапетян)
- Генріх Алавердян — кавор
- Маріетта Антонян — сестра

## Знімальна група
- Режисер — Марат Варжапетян
- Сценарист — Марат Варжапетян
- Оператор — Рудольф Жамгарян
- Художник — Іван Шарамбеян